# 王湘涵
王湘涵（1983年6月7日—），英文名 Ariane，為下課花路米電視兒童節目主持人、演員。2022年獲得第57屆金鐘獎兒童少年節目主持人獎。

## 經歷
- CF：美之水纖維飲料、福特汽車、隱形眼鏡藥水、公視數位電視宣導廣告、高原優酪乳、中國信託、信義房屋、樂事、YAMAHA機車、聲寶冷氣、多力多滋、味全優酪乳、亞培葡勝納、紅鞠葡萄酒、台灣大哥大、Friday's、勞動部勞動力發展署顧主聘前講習宣傳影片。
- MV：邱澤、順子、迪克牛仔、楊思敏

## 電視

### 電視劇
- 2006年 公視人生劇展—《愛的麵包魂，飾：邱曉萍
- 2008年《我在墾丁天氣晴》，飾：執行編輯
- 2009年 公視人生劇展—《我的冒泡屋》飾：小潘
- 2010年《清蜜星體驗》飾：青青
- 2011年《華麗的挑戰》飾：某演員
- 2011年《破浪而出》飾：阿修的妻子
- 2013年《無敵老爸》飾：廖淑琴
- 2013年《借用一下你的愛》飾：葉瑋真
- 2014年《三隻小蟲》飾：謝以茗
- 2015年《舞吧舞吧在一起》飾：？
- 2022年《你的婚姻不是你的婚姻—梅莉》飾：護理師

### 電影
- 2011年《生命無限公司》飾 徐芷婷（27歲）

### 廣告
- 2014 家樂福法國節 差一點點小姐vs.好很多小姐

## 主持
- 公視《下課花路米》
- 中視《KUSO FUN！FUN！FUN！》（與焦糖哥哥主持）
- 客家電視台《法布爾昆蟲記》

## 獎項紀錄

### 電視獎項
| 年份   | 頒獎典禮     | 獎項                 | 作品                             | 結果 |
| 2010年 | 第45屆金鐘獎 | 兒童少年節目主持人獎 | 《下課花路米》                   | 提名 |
| 2012年 | 第47屆金鐘獎 | 兒童少年節目主持人獎 | 《下課花路米》                   | 獲獎 |
| 2013年 | 第48屆金鐘獎 | 兒童少年節目主持人獎 | 《下課花路米》                   | 提名 |
| 2015年 | 第50屆金鐘獎 | 兒童少年節目主持人獎 | 《下課花路米》                   | 提名 |
| 2016年 | 第51屆金鐘獎 | 兒童少年節目主持人獎 | 《下課花路米》                   | 提名 |
| 2018年 | 第53屆金鐘獎 | 兒童少年節目主持人獎 | 《下課花路米－同理心大考驗系列》 | 提名 |
| 2019年 | 第54屆金鐘獎 | 兒童少年節目主持人獎 | 《下課花路米-博物館大驚奇》      | 提名 |
| 2022年 | 第57屆金鐘獎 | 兒童少年節目主持人獎 | 《下課花路米－壯遊闖天下》       | 獲獎 |

### 電影獎項
| 年份   | 頒獎典禮     | 獎項       | 作品         | 結果 |
| 2015年 | 第33屆金穗獎 | 最佳女主角 | 《生日願望》 | 獲獎 |

## 資料來源
1. ↑  . www.cna.com.tw.   [2022-10-21]. （原始内容存档于2022-10-31） （中文（臺灣））.
2. ↑  第33屆獎勵優良影像創作金穗獎頒獎典禮 的存檔，存档日期2015-02-18.

## 外部連結
- 王湘涵的Facebook專頁